# Hans Jürgen Bestmann
Hans Jürgen Bestmann (* 27. September 1925 in Hamwarde, Landkreis Herzogtum Lauenburg; † 18. Juni 2005 in Erlangen) war Professor für organische Chemie an der Friedrich-Alexander-Universität Erlangen-Nürnberg. 
Bestmann wurde 1925 in Hamwarde, Kreis Lauenburg, als Sohn des Pastors und späteren Propstes in Glückstadt Hans Martin Bestmann (1894–1956) geboren. Frithjof Bestmann war sein Onkel. Er studierte nach dem Abitur Chemie in Kiel und Tübingen. Im Jahre 1956 erfolgte die Promotion an der Technischen Universität Berlin als akademischer Schüler von Friedrich Weygand, 1961 die Habilitation an der Technischen Universität München. Im gleichen Jahr wurde er mit dem Karl-Winnacker-Stipendium ausgezeichnet. 1964 wurde er von der Universität Erlangen-Nürnberg auf den Lehrstuhl für Organische Chemie II berufen. Bestmann leitete nach seiner Emeritierung 1993 den Lehrstuhl bis zu dessen Wiederbesetzung durch Andreas Hirsch im Oktober 1995. 
Zu seinen wichtigsten wissenschaftlichen Arbeiten zählt die Entwicklung neuer Synthesemethoden auf der Basis von phosphororganischen Reagentien und die richtungsweisenden interdisziplinären Untersuchungen zu Insektenlockstoffen (Pheromonen), die sich mit der chemischen Kommunikation in der Natur befassen und die Grundlagen einer modernen biologischen Schädlingsbekämpfung darstellen. Für die Arbeiten der biologischen Schädlingsbekämpfung wurde er 1994 mit dem Philip-Morris-Forschungspreis ausgezeichnet.
Er leistete Pionierarbeit bei der fächerübergreifenden Kooperation zwischen Chemikern und Biologen. Zusätzlich trug Bestmann wesentlich zur Pflege der deutsch-französischen Kontakte mit den Chemikern der Partneruniversität Rennes bei.
In Anerkennung seiner Leistungen in Forschung und Lehre wurde Bestmann mit einer großen Zahl nationaler und internationaler Preise und Ehrungen ausgezeichnet. Er erhielt u. a.:
- 1961 Karl-Winnacker-Stipendium
- Ehrendoktorwürde der Katholischen Universität Löwen (Belgien)
- 1986 Otto-Wallach-Plakette
- 1994 Philip Morris Forschungspreis

Nach Bestmann wurden benannt:
- Bestmann-Reaktion[1][2][3]

- Bestmann–Ohira Reagenz[4][5][6] (Modifikation des Seyferth-Colvin-Gilbert Reagenz)

Sein Leitmotiv lautete: „Ein Naturwissenschaftler darf das Wundern nicht verlernen“.

## Werke
- Hans J. Bestmann: Wittig chemistry. Springer, Berlin 1983, ISBN 3-540-11907-8
- mehr als 500 wissenschaftliche Publikationen